# Dang Qiu
Dang Qiu (chinesisch 邱党, Pinyin Qiū Dǎng; * 29. Oktober 1996 in Nürtingen) ist ein deutscher Tischtennis-Nationalspieler. 2021 wurde er Europameister im Mixed und in der Mannschaft, 2022 Europameister im Einzel und mehrfacher Deutscher Meister im Einzel und Doppel. Er ist der erste in Deutschland geborene Nationalspieler, der im Penholder-Stil spielt.

## Werdegang
Dang Qiu entstammt einer Tischtennisfamilie, welche heute (2017) eine Tischtennisschule in Nürtingen betreibt. Sein Vater Qiu Jianxin, ein ehemaliger chinesischer Nationalspieler, war 1987 Studentenweltmeister, spielte in der Bundesliga und war Trainer beim Bundesligisten TTC Frickenhausen. Auch seine Mutter Chen Hong gehörte der chinesischen Nationalmannschaft an und spielte in der Bundesliga. Der ältere Bruder Liang Qiu war ebenfalls in der Bundesliga aktiv und spielt aktuell (2021) in der 2. Bundesliga für Neckarsulm.
Zwar empfahl Dang Qius Vater, selbst Penholder-Spieler, zunächst den Shakehand-Stil, aber Dang Qiu stellte später sein Spiel auf Penholder um. Somit ist er der erste in Deutschland geborene Penholder-Nationalspieler. Wie mittlerweile die meisten Penholder-Spieler spielt auch er die moderne reverse penhold backhand, nutzt also beide Schlägerseiten.
Schon in seiner Jugend stellten sich internationale Erfolge ein. 2010 gewann er bei der Schüler-Europameisterschaft Bronze im Einzel. Ein Jahr später wurde er Deutscher Schülermeister im Einzel und im Doppel mit Maikel Sauer, zudem wurde er Europameister im Schülerdoppel mit dem Tschechen David Reitspies. Beim Ranglistenturnier Europe TOP-10 der Schüler kam er auf Platz zwei. 2017 gewann er Silber bei der U21-Europameisterschaft im Einzel hinter dem Kroaten Tomislav Pucar. Im Januar desselben Jahres bestritt er sein erstes Länderspiel. In der Qualifikation für die Europameisterschaft 2017 gegen Serbien unterlag er Dragan Subotić mit 0:3.
Begonnen hatte Dang Qius Vereinskarriere 2014 in der zweiten Mannschaft des TTC Frickenhausen (2. Bundesliga). In der Saison 2015/16 spielte er beim Zweitligaverein TTC Ober-Erlenbach, danach wurde er vom Erstligisten ASV Grünwettersbach verpflichtet, für den er in der ersten Saison eine Bilanz von 5:6 erreichte. Bei den Japan Open 2017 zog er im U21-Wettbewerb ins Halbfinale ein und gewann damit seine erste World Tour-Medaille. Im Doppel mit Benedikt Duda ist er seit 2018 zum sechsten Mal in Folge Deutscher Meister. Durch einen überraschenden Sieg über Titelverteidiger Borussia Düsseldorf kam er mit Grünwettersbach außerdem ins Pokal-Halbfinale 2018/19. Im April rückte er in der Weltrangliste erstmals in die Top 100 vor und erhielt zum ersten Mal einen Startplatz für die Weltmeisterschaft, bei der er die Hauptrunde erreichte und dort gegen Lin Yun-Ju ausschied. Im Doppel mit Duda holte er auch Silber bei den Japan Open und German Open 2019, nachdem sie in beiden Turnieren unter anderem Chuang Chih-Yuan/Chen Chien-An und damit die Weltmeister von 2013 ausgeschaltet hatten. Dadurch qualifizierten sie sich für die Grand Finals, bei denen sie Timo Boll und Patrick Franziska unterlagen.
Im Februar 2020 siegte Qiu bei den Portugal Open und schlug auf dem Weg ins Finale unter anderem den Europe Top 16-Cup-Dritten Robert Gardos, sodass er in der Weltrangliste mit Rang 48 erstmals einen Platz unter den Top 50 erreichte. Mit Grünwettersbach gewann er überraschend den Pokalwettbewerb und erreichte in der Folgesaison erstmals die Bundesliga-Play-offs. 2021 wurde er von Borussia Düsseldorf verpflichtet, holte mit Nina Mittelham den EM-Titel im Mixed und konnte mit dem deutschen Team bei den Mannschafts-Europameisterschaften trotz des Fehlens von Timo Boll und Dimitrij Ovtcharov Gold gewinnen. 2022 wurde er mit Düsseldorf Deutscher Mannschaftsmeister und bei den European Championships in München bei seiner ersten EM-Teilnahme im Einzel Europameister. Im Juni 2022 gewann er erstmalig den Titel der Deutschen Meisterschaft im Einzel, den er 2023 verteidigen konnte, und rückte nach seinem Sieg beim WTT Contender Lima 2022 in der Weltrangliste zum ersten Mal in die Top 10 vor. Die Weltmeisterschaft im Herbst 2022 war Qius erste Team-WM. Auch dort trat Deutschland nicht in Bestbesetzung an – ohne das Olympiateam Boll, Franziska und Ovtcharov –, erreichte aber trotzdem das Finale und gewann nach einer Niederlage gegen China Silber.
Bei Qius erster Teilnahme am Europe Top 16 2023 kam es zu einer Neuauflage des EM-Finals des Vorjahrs, diesmal unterlag er Darko Jorgić mit 2:4. Zusammen mit Nina Mittelham gewann er bei den Europaspielen Gold im Mixed, womit sie sich für die Olympischen Spiele in Paris qualifizierten. Anfang 2024 konnte er an den WTT Finals 2023 teilnehmen, wo er nach Siegen über den Weltranglisten-Neunten Lin Shidong und den Weltranglisten-Vierten Liang Jingkun ins Halbfinale kam und dort Wang Chuqin unterlag. Mit der Mannschaft kam er bei der Team-WM 2024 ins Viertelfinale, wo Deutschland mit 0:3 gegen Taiwan verlor. Im selben Jahr nahm Qiu zum ersten Mal an den Olympischen Spielen teil, schied in der zweiten Runde aber gegen Kirill Gerassimenko aus. Beim WTT Champions Macao konnte er wieder Liang Jingkun besiegen und erreichte das Finale, das er gegen Lin Shidong verlor.
Im Jahr 2025 erzielte Qiu zunächst einige überraschend schwache Resultate, so schied er beim World Cup in der Gruppenphase und bei der Weltmeisterschaft in der zweiten Runde aus. Beim WTT Champions Yokohama gewann er erneut gegen Lin Shidong – inzwischen die Nummer 1 der Weltrangliste –, unterlag im Viertelfinale aber Kanak Jha.

## Auszeichnungen
- 2022: Sportler des Jahres in Nordrhein-Westfalen

## Turnierergebnisse
| Verband | Veranstaltung                | Jahr | Ort           | Land | Einzel        | Doppel        | Mixed         | Team          | U-21       |
| ------- | ---------------------------- | ---- | ------------- | ---- | ------------- | ------------- | ------------- | ------------- | ---------- |
| GER     | Europameisterschaft          | 2024 | Linz          | AUT  | Viertelfinale | Viertelfinale |               |               |            |
| GER     | Europameisterschaft          | 2022 | München       | GER  | Gold          | Viertelfinale | letzte 16     |               |            |
| GER     | Europameisterschaft          | 2021 | Cluj-Napoca   | ROU  |               |               |               | Gold          |            |
| GER     | Europameisterschaft          | 2020 | Warschau      | POL  |               | Viertelfinale | Gold          |               |            |
| GER     | Europaspiele                 | 2023 | Krakau        | POL  | Viertelfinale |               | Gold          | Gold          |            |
| GER     | Europe Top 16 Cup            | 2025 | Montreux      | SUI  | Viertelfinale |               |               |               |            |
| GER     | Europe Top 16 Cup            | 2024 | Montreux      | SUI  | Viertelfinale |               |               |               |            |
| GER     | Europe Top 16 Cup            | 2023 | Montreux      | SUI  | Silber        |               |               |               |            |
| GER     | Olympische Spiele            | 2024 | Paris         | FRA  | letzte 32     |               | letzte 16     | Viertelfinale |            |
| GER     | Grand Smash                  | 2022 | Singapur      | SGP  | Viertelfinale | Halbfinale    | letzte 16     |               |            |
| GER     | WTT Series (Star Contender)  | 2025 | Foz do Iguaçu | BRA  | Viertelfinale | Gold          |               |               |            |
| GER     | WTT Series (Champions)       | 2024 | Macau         | MAC  | Silber        |               |               |               |            |
| GER     | WTT Series (Champions)       | 2024 | Chongqing     | CHN  | Halbfinale    |               |               |               |            |
| GER     | WTT Series (Star Contender)  | 2024 | Mapusa        | IND  | Viertelfinale | Silber        | letzte 16     |               |            |
| GER     | WTT Series (Contender)       | 2023 | Maskat        | OMN  | letzte 32     | Viertelfinale | Halbfinale    |               |            |
| GER     | WTT Series (Contender)       | 2023 | Lima          | PER  | Halbfinale    | letzte 16     |               |               |            |
| GER     | WTT Series (Star Contender)  | 2022 | Doha          | QAT  | letzte 16     | Gold          | Viertelfinale |               |            |
| GER     | WTT Series (Contender)       | 2022 | Lima          | PER  | Gold          |               | Gold          |               |            |
| GER     | WTT Series (Contender)       | 2021 | Tunis         | TUN  | Silber        |               | Halbfinale    |               |            |
| GER     | WTT Series (Contender)       | 2021 | Budapest      | HUN  | Halbfinale    |               |               |               |            |
| GER     | ITTF Challenge Series        | 2020 | Lissabon      | POR  | Gold          |               |               |               |            |
| GER     | ITTF Challenge Series        | 2019 | Zagreb        | CRO  | letzte 64     | Halbfinale    |               |               |            |
| GER     | ITTF Challenge Series        | 2019 | Guadalajara   | ESP  | Silber        | Gold          |               |               |            |
| GER     | ITTF Challenge Series        | 2018 | De Haan       | BEL  | Halbfinale    | Viertelfinale |               |               |            |
| GER     | ITTF World Tour              | 2019 | Bremen        | GER  | Qual.         | Silber        |               |               |            |
| GER     | ITTF World Tour              | 2019 | Sapporo       | JPN  | Qual.         | Silber        |               |               |            |
| GER     | ITTF World Tour              | 2017 | Tokio         | JPN  | Qual.         | letzte 16     |               |               | Halbfinale |
| GER     | WTT Finals                   | 2024 | Fukuoka       | JPN  | Viertelfinale |               |               |               |            |
| GER     | WTT Finals                   | 2023 | Doha          | QAT  | Halbfinale    |               |               |               |            |
| GER     | WTT Cup Finals               | 2022 | Xinxiang      | CHN  | letzte 16     |               |               |               |            |
| GER     | ITTF World Tour Grand Finals | 2019 | Zhengzhou     | CHN  |               | Viertelfinale |               |               |            |
| GER     | Weltmeisterschaft            | 2025 | Doha          | QAT  | letzte 64     | letzte 16     |               |               |            |
| GER     | Weltmeisterschaft            | 2024 | Busan         | KOR  |               |               |               | Viertelfinale |            |
| GER     | Weltmeisterschaft            | 2023 | Durban        | RSA  | letzte 16     | letzte 64     | letzte 16     |               |            |
| GER     | Weltmeisterschaft            | 2022 | Chengdu       | CHN  |               |               |               | Silber        |            |
| GER     | Weltmeisterschaft            | 2021 | Houston       | USA  | letzte 64     | Viertelfinale | letzte 32     |               |            |
| GER     | Weltmeisterschaft            | 2019 | Budapest      | HUN  | letzte 128    | letzte 64     | letzte 32     |               |            |
| GER     | World Cup                    | 2025 | Macau         | MAC  | 17.–32. Platz |               |               |               |            |
| GER     | World Cup                    | 2024 | Macau         | MAC  | 17.–32. Platz |               |               |               |            |
| GER     | U-21-Europameisterschaft     | 2017 | Sotschi       | RUS  | Silber        | letzte 16     |               |               |            |